# Општина Ботороага (Телеорман)
Ботороага (рум. Botoroaga) општина је у Румунији у округу Телеорман.
Oпштина се налази на надморској висини од 92 m.